# Kłobuczyn
Kłobuczyn [kwɔˈbutʂɨn][kwɔˈbut͡ʂɨn] este un sat în districtul administrativ Gmina Gaworzyce, powiatul Polkowice, voievodatul Silezia Inferioară, din sud-vestul Poloniei.
El se află la aproximativ 4 kilometri sud-est de Gaworzyce, la 16 kilometri nord-vest de Polkowice și la 95 de kilometri nord-vest de capitala regională Wrocław.